# Tite (treinador de futebol)
Adenor Leonardo Bachi (Caxias do Sul, 25 de maio de 1961), mais conhecido como Tite, é um treinador e ex-futebolista brasileiro que atuava como volante. Atualmente está sem clube.
Em 2019, tornou-se o primeiro técnico a ser campeão da Copa América, da Copa Libertadores da América e da Copa Sul-Americana. É um dos quatro treinadores que venceram Libertadores, Campeonato Brasileiro e Copa do Brasil (tríplice coroa clássica), sendo o único do conjunto que também venceu o Mundial de Clubes, pelo Corinthians.
Tite jogou de 1978 a 1984 pelo Caxias, depois uma temporada pelo Esportivo de Bento Gonçalves e, em seguida, pela Portuguesa. Nas três temporadas seguintes, de 1986 a 1989, defendeu o Guarani, onde teve seu maior destaque como jogador. Aos 27 anos de idade, encerrou a carreira devido a sucessivas lesões no joelho que o levaram a perder a mobilidade em um deles.
De 1991 em diante, Tite treinou mais de 10 times em mais de 15 passagens. Entre eles estava seu primeiro clube, o Caxias. Pelo clube do interior gaúcho, venceu o campeonato estadual de 1999. Devido às conquistas com o Caxias, Tite assumiu o cargo de técnico do Grêmio em 2001, ficando até 2003, onde conquistou o Campeonato Gaúcho e a Copa do Brasil. Em seguida, treinou São Caetano em 2003, Corinthians em 2004, Atlético Mineiro em 2005, Palmeiras em 2006, Al Ain dos Emirados Árabes Unidos em 2007 e Internacional de 2008 a 2009. Neste último, conquistou a Copa Sul-Americana. No final de 2010, foi anunciado como técnico do Al-Wahda, mas deixou o clube meses depois para voltar ao Corinthians.
Pelo Timão, Tite teve sua trajetória mais vitoriosa, com os títulos do Campeonato Brasileiro de 2011, Copa Libertadores de 2012, Copa do Mundo de Clubes da FIFA de 2012, derrotando o Chelsea, Campeonato Paulista de 2013 e Recopa Sul-Americana de 2013. Após um período sabático, retornou ao clube em 2015 e venceu a edição do Campeonato Brasileiro daquele ano. Em seguida, em 2016, assumiu o cargo de técnico da Seleção Brasileira, tendo disputado duas edições da Copa do Mundo (2018 e 2022) e conquistado a Copa América de 2019.
A chegada ao Flamengo aconteceu em outubro de 2023, para substituir Jorge Sampaoli. Meses depois, em abril, Tite conquistou o primeiro título pelo clube rubro-negro, sendo ele o Campeonato Carioca de 2024. As finais da competição foram contra o Nova Iguaçu, e o Fla conseguiu vencer as duas partidas. Na primeira, o placar foi de 3 a 0, e depois, uma nova vitória por 1 a 0, sem dar chances ao adversário.

## Biografia
De ascendência italiana, filho do meio de Ivone Thereza Mazzocchi e Genor Bacchi, tem uma irmã mais velha, chamada Beatriz, e um irmão mais novo chamado Ademir (Miro). Quando criança, sua família o chamava de Ade, cuja maior diversão era jogar futebol com seu irmão Miro, incentivado pelo pai. Moravam em uma travessa da rua Sinimbu, no bairro de Lourdes, passando às vezes dificuldades, com dona Ivone trabalhando como costureira para conseguirem pagar as contas, o que quase fez Ade abandonar seu sonho de ser jogador de futebol. Os irmãos estudavam no então Colégio Estadual do Guarani, que não tinha uma quadra para jogar. Para isso, muitas vezes pulavam o muro dos fundos de um colégio particular de freiras que ficava a duzentos metros da sua casa.
Na década de 1970, Luiz Felipe Scolari, na época jogador veterano no Caxias, e que já se iniciava na carreira de treinador, treinando o time da Escola Estadual Cristóvão Mendonza, descobriu o talento de Ade para o futebol. Este, então jogava no time do Colégio Estadual Emilio Meyer (antigo Colégio Estadual do Guarani) e durante um torneio escolar, Scolari observou aquele camisa 10 jogando, fazendo a dupla de meio-campo com outro jogador, que tinha o apelido de Tite. Scolari levou Ade para um teste no Caxias, mas confundiu os apelidos e o apresentou como Tite. A partir de então, o apelido o acompanharia durante toda a carreira. Tite foi aprovado no teste e passou a integrar a equipe. Tempos depois, transferiu-se para o Grêmio, seu time do coração, onde permaneceu por apenas uma semana, abandonando a concentração.
Em 9 de março de 2019, Ivone Bacchi, sua mãe, morreu aos 83 anos em Ana Rech, uma das regiões administrativas de Caxias do Sul, de causas naturais.

## Carreira como jogador

### Início
Tite começou sua carreira como volante no Caxias em 1978, subindo para os profissionais em 1982 e atuando por 121 jogos. Em 1984, foi para Portuguesa, disputando 18 jogos e marcando 5 gols no Campeonato Brasileiro de 1984. No segundo semestre do ano, foi para o Guarani, onde alcançou seu auge sendo vice-campeão no Campeonato Brasileiro de 1986 e no Campeonato Brasileiro de 1987 (Copa União), além de também ter sido vice-campeão no Campeonato Paulista de 1988.

### Aposentadoria
Foi obrigado a encerrar prematuramente a sua carreira com apenas 28 anos de idade, em 1989, devido a uma série de lesões nos joelhos, inclusive com ruptura de ligamento, perdendo a mobilidade de uma das pernas. Até hoje não consegue flexionar um dos joelhos.

## Carreira como treinador
Tite graduou-se em Educação Física pela Pontifícia Universidade Católica de Campinas e após aposentar-se do futebol, abriu uma loja de materiais esportivos em Bento Gonçalves e em meados de 1990, tornou-se treinador dirigindo o seu primeiro time, o Guarany de Garibaldi. Treinou diversos times gaúchos como Veranópolis (1992–1995, 1998), ganhando a segunda divisão gaúcha em 1993, seu 1º titulo na carreira. Depois, assumiu o Ypiranga de Erechim (1996), e posteriormente o Juventude (1997).

### Primeiros sucessos
Em 2000, dirigindo o Caxias, realizou uma campanha surpreendente no Campeonato Gaúcho de 2000 levando o clube a ser campeão sobre o Grêmio, que contava com Ronaldinho Gaúcho e Cláudio Pitbull. É o terceiro treinador com maior número de jogos da história do Caxias, atrás apenas de Francisco Neto e Marco Eugênio. Somando as duas passagens, e contabilizando amistosos e jogos oficiais, foram 126 jogos com 56 vitórias, 39 empates e 31 derrotas.

### Grêmio
Em 2001 foi contratado pelo Grêmio, justamente o time que havia derrotado. Pelo Tricolor, sagrou-se campeão do Campeonato Gaúcho. No mesmo ano também levou a equipe ao título da Copa do Brasil, superando o Corinthians nas finais. Houve empate na primeira partida no Olímpico por 2–2 e vitória no Morumbi por 3–1, sendo o primeiro nacional de Tite. Foi acusado por diretores de insistir na escalação de Ânderson Lima, Luis Mário e Rodrigo Fabri, apelidados jocosamente de "ovelhinhas do Tite". O clima azedou, o time foi eliminado na Copa Libertadores da América de 2003 e Tite acabou demitido nos dias seguintes.

### Outras passagens
Depois do Grêmio, dirigiu o São Caetano por dois anos, e em 2004 montou o time que seria campeão Paulista com Muricy Ramalho.

### Primeira passagem pelo Corinthians

#### 2004
Mais tarde naquele ano, em setembro de 2004, assumiu o Corinthians para substituir o técnico Oswaldo de Oliveira e levou o time (que beirava o rebaixamento) ao quinto lugar da tabela. Tite estreou no dia 30 de maio, num empate em 1 a 1 contra o São Paulo no Morumbi pelo Campeonato Brasileiro. O time emplacou uma arrancada no Campeonato Brasileiro, chegando a brigar por vaga na Libertadores, mas acabou terminando com vaga para a Sul-Americana do ano seguinte.

#### 2005
No ano seguinte, com a chegada do grupo de investimento MSI e a contratação de estrelas como o argentino Carlos Tévez, o treinador pediu demissão mesmo com campanha razoável no Campeonato Paulista. O motivo seria a oposição ao empresário Kia Joorabchian, que não acreditava que Tite fosse o técnico ideal para a equipe do Corinthians; Tite, por sua vez, declarava que Kia havia tentado interferir na maneira de comandar e escalar a equipe. O treinador encerrou assim seu primeiro ciclo com o time, após 53 partidas no comando da equipe paulista e nenhum título conquistado 
pelo clube. Sua última partida nessa primeira passagem foi em uma derrota de 1 a 0 para o São Paulo no Morumbi, pelo Campeonato Paulista.

### Atlético Mineiro
Logo depois, em abril de 2005, foi contratado pelo Atlético Mineiro para a disputa do Campeonato Brasileiro. Entretanto, a equipe acabou rebaixada após 13 vitórias, oito empates e 22 derrotas. Tite foi substituído em agosto por Marco Aurélio e posteriormente por Lori Sandri que, apesar de melhorarem significativamente o rendimento do time mineiro, não conseguiram salvá-lo do rebaixamento. Ainda que tivesse deixado o clube em meio à má temporada, numa tentativa de recuperação e fuga do primeiro descenso da história do Galo, Tite não foi poupado pela torcida alvinegra e até mesmo nos dias de hoje sofre com a responsabilização pelo fato na história do time mineiro. Jogadores e comentaristas isentaram o comandante, que normalmente tem atenção redobrada em visitas à Belo Horizonte.

### Palmeiras
Em maio de 2006, assumiu o Palmeiras. Pegando o time na zona do rebaixamento, usou o período de intervalo da Copa do Mundo de 2006 para impor a sua filosofia no time e com uma recuperação fantástica começou o período pós-copa com sete vitórias, cinco empates e uma derrota.
Entretanto, após uma derrota contra o Santa Cruz, em setembro do mesmo ano, Tite foi alvo de crítica do então diretor de futebol Salvador Hugo Palaia, que o mandou "calar a boca". O técnico pediu demissão horas depois do episódio.

### Al Ain
No fim de 2007, foi contratado pelo Al Ain, dos Emirados Árabes, mas ao fim de seis meses no comando da equipe foi demitido por não concordar com o pedido dos dirigentes para relacionar um jogador da seleção do país. Tite comandou a equipe em 25 jogos, vencendo 13, empatando seis e perdendo outras seis.

### Internacional
Em 12 de junho de 2008, a direção do Internacional anunciou a contratação de Tite para o comando do clube. A contratação de Tite foi contestada por grande parte da torcida colorada, devido ao sucesso dele no Grêmio, arquirrival do Inter.
Desde então Tite levou o time ao 6º lugar no Campeonato Brasileiro e conquistou a Copa Sul-Americana, eliminando o rival Grêmio e o Boca Juniors, e derrotando na final o Estudiantes; venceu o primeiro jogo fora de casa por 1–0, com gol de Alex, e empatou o segundo em 1–1, com gol de Nilmar nos últimos minutos da prorrogação.
Ainda conquistou o Campeonato Gaúcho de 2009 sobre o Grêmio, além de ter feito uma boa campanha na Copa do Brasil, perdendo na final para o Corinthians. Além disso, foi vice da Recopa Sul-Americana, perdendo para a LDU. No mesmo ano, foi campeão da Copa Suruga Bank, disputada no Japão, sobre o Oita Trinita.
No Brasileirão de 2009, teve um bom início, ficando em primeiro lugar no primeiro turno. Depois, no segundo turno, colecionou uma série de maus resultados contra equipes de pequeno porte e grande oscilação. Devido ao baixo rendimento refletido em maus resultados dentro e fora do Beira-Rio, no dia 5 de outubro de 2009 o Internacional rescindiu o contrato com Tite. A relação com o meia Andrés D'Alessandro pesou na decisão da cúpula.

### Al-Wahda
Em 31 de agosto de 2010, Tite foi anunciado como novo técnico do Al-Wahda, dos Emirados Árabes. Com a demissão do técnico Adílson Batista, do Corinthians, Tite acertou o seu contrato com o clube paulista em 15 de outubro de 2010. Para assumir a equipe, precisou ser liberado pelo sheik dono do Al-Wahda, clube que comandou por apenas cinco partidas. Três dias depois foi anunciado que Tite foi liberado, sendo o novo técnico do Corinthians.

### Segunda passagem pelo Corinthians

#### Campeonato Brasileiro de 2010
Tite volta ao Corinthians, em 2010, faltando oito partidas para o fim do Campeonato Brasileiro de 2010, com a missão de reerguer a equipe, que lutava pelo título e passava por um momento difícil, com quase dez partidas sem vencer, o que tinha culminado com a demissão de seu antecessor Adilson Batista.
Logo em sua estreia, Tite derrota o rival Palmeiras por 1–0, com gol de Bruno César pelo Campeonato Brasileiro. Embora não tenha conquistado o Campeonato Brasileiro de Futebol de 2010 pelo Corinthians, teve um ótimo desempenho em suas 8 partidas ao final do torneio, com 5 vitórias, 3 empates e nenhuma derrota. Nestas partidas, a equipe marcou 13 gols e sofreu apenas 3 gols. A equipe termina na terceira colocação, conquistando vaga para a Pré-Libertadores.

#### Desclassificação da Libertadores de 2011
Estreando no Paulistão 2011 em 16 de janeiro de 2011, o time venceu a Portuguesa por 2–0. A equipe se preparava para as decisivas partidas contra o Deportes Tolima, da Colômbia, pela primeira fase da Libertadores. A primeira, no Pacaembu, terminou empatada por 0–0, já gerando desconfianças pela torcida. Na partida de volta, no Estádio Manuel Murillo Toro, em Ibagué, o time jogou muito mal e foi derrotado por 0–2. No dia seguinte, o então presidente do clube, Andrés Sanchez, confirmou a permanência de Tite no comando da equipe.
Dias depois, Ronaldo Fenômeno anunciava a sua aposentadoria, Roberto Carlos e Jucilei saíam para o Anzhi Makhachkala, da Rússia, e Bruno César fechava com o Benfica (apesar de ir embora após o término do Paulistão). A equipe, que já estava sem Elias, negociado no final de 2010, ficava ainda mais desfigurada. Além disso, Dentinho seria negociado com o Shakhtar Donetsk. Portanto, cabia a Tite espantar o péssimo momento da equipe e promover uma renovação no elenco alvinegro. Para isso, contou com a volta de Liedson para o alvinegro.

#### Vice-campeonato Paulista de 2011
O time se classificou para a fase final do torneio e foi à final contra o Santos. Empatou a primeira partida em casa por 0–0 e perde na Vila Belmiro por 1–2, ficando com o vice-campeonato.

#### Campeonato Brasileiro de 2011
Com a perda do Paulistão, inicia-se o planejamento para o Campeonato Brasileiro de 2011. Nas dez primeiras partidas da competição, a equipe conquistou nove vitórias e um empate, consolidando-se como líder isolado da competição. Após essa espetacular sequência, o time sofre duas derrotas consecutivas, para Cruzeiro, em casa, e Avaí, fora. Depois, volta a vencer, batendo o América-MG. Logo após, empata com Atlético-PR e Ceará, e vence o Atlético-MG. Depois, a equipe volta a ter uma certa instabilidade novamente com duas derrotas consecutivas, para Figueirense e Palmeiras, fechando o primeiro turno, ficando na primeira colocação.
No segundo turno, começa vencendo o Grêmio e perdendo para o Coritiba. Na vigésima segunda rodada, vence o Flamengo. Depois do Flamengo, perde para Fluminense e Santos, sendo a última de virada em pleno Pacaembu. A equipe cai na tabela e Tite se vê muito ameaçado novamente, a maior crise após o Tolima. A torcida volta a pedir a sua saída, e Andrés Sanchez novamente banca o treinador. Entretanto, vai ainda ameaçado para o clássico contra o São Paulo no Morumbi, e promove alterações na zaga, tirando o capitão Chicão. Neste clássico, o time empata por 0–0 e Tite se mantém na equipe. Depois, embala uma série de bons resultados, sendo um desses um importante empate contra o Vasco, em São Januário, por 2–2, e voltaria a perder só na vigésima nona rodada, para o Botafogo (concorrente direto) e na trigésima terceira, para o América-MG. Durante a maior parte do torneio a equipe disputou a primeira colocação com o Vasco da Gama, com ambas as equipes revezando tal colocação.
Após a derrota para o América-MG, até então o último colocado do campeonato, apesar de sua equipe não perder a liderança, Tite novamente é contestado pela torcida, faltando apenas cinco partidas para o fim do torneio e a equipe líder. Entretanto, sua demissão passou longe de ocorrer. Depois, a equipe vence quatro partidas consecutivas, contra Atlético-PR, Ceará (com gol de Luis Ramírez no final), Atlético Mineiro (2–1, de virada, com gols de Liedson e Adriano, seu primeiro com a camisa corintiana) e Figueirense (com gol de Liedson). Nesta partida, a equipe chegou a ser campeã nacional por alguns minutos, já que o Vasco apenas empatava com o Fluminense. Entretanto, aos 45', o Vasco faz o segundo gol, vencendo a partida, "tirando" o título do Corinthians.
Com isso, o Corinthians foi para a última rodada, contra o Palmeiras, com 70 pontos e o Vasco com 68. O Corinthians só não seria campeão caso fosse derrotado e o Vasco vencesse o Flamengo, no Engenhão. Nesta rodada, o Corinthians empatou por 0–0 e o Vasco por 1–1. Com isso, o Corinthians sagrava-se pentacampeão brasileiro, e Tite ganhava o seu primeiro Campeonato Brasileiro, seu segundo torneio nacional.
Tite foi muito elogiado pela imprensa nacional por suas alterações decisivas nas últimas partidas, como as entradas de Ramírez e Adriano, que culminaram com os gols das vitórias contra Ceará e Atlético-MG, respectivamente. Além disso, foi muito lembrado ter Tite promovido duas grandes reformulações no elenco durante 2011: após a desclassificação para o Deportes Tolima, conseguindo ótima campanha no Paulistão, e após a perda do Campeonato Paulista para o Santos, montando um grupo competitivo para o Brasileirão. Também foi lembrada a persistência dele ao resistir durante os momentos de oscilação sofridos pela equipe ao longo do torneio.

#### Libertadores de 2012
O primeiro jogo da equipe pela Copa Libertadores da América foi contra o Deportivo Táchira da Venezuela, que acabou empatado em 1–1, com o gol corintiano sendo marcado no último minuto por Ralf. Contra o Nacional do Paraguai, no Pacaembu, venceu por 2–0, conseguindo quatro pontos na classificação. No terceiro jogo, o Corinthians foi até o México onde enfrentou o Cruz Azul e empatou em 0–0, num jogo parelho, conseguindo cinco pontos e encerrando o primeiro turno da segunda fase do torneio.
No primeiro jogo do segundo turno, o Corinthians enfrentou o Cruz Azul em São Paulo, vencendo por 1–0 depois de uma grande apresentação e assumindo a liderança do grupo 6, com 8 pontos. No dia 11 de abril, a equipe foi ao Paraguai, onde derrotou novamente o Nacional, por 3–1, chegando a 11 pontos no Grupo 6. No dia 18 de abril o Corinthians enfrentou novamente o Deportivo Táchira da Venezuela no Pacaembu, sendo a última partida do segundo turno. O Alvinegro do Parque São Jorge venceu o jogo e aplicou uma impiedosa goleada de 6–0. Os gols foram marcados por Danilo, Paulinho, Jorge Henrique, Emerson, Liedson e Douglas. Assim, o Timão encerrou o Grupo 6 como 1° colocado, atingindo 14 pontos e avançando às oitavas de final da competição.
Nas oitavas de final, o Corinthians superou o Emelec do Equador, classificando-se com um empate em 0–0 no Equador e uma vitória em casa por 3–0 indo às quartas de final da competição. Nas quartas de final o Corinthians jogou contra o Vasco, empatando novamente em 0–0 fora de casa, em São Januário, e vencendo no Pacaembu por 1–0 com uma defesa milagrosa de Cássio e um gol consagrador de Paulinho, nos minutos finais e avançando as semifinais da competição.
No primeiro jogo das semifinais, derrotou o Santos por 1–0 com gol de Emerson Sheik. No segundo jogo o Santos saiu na frente com um gol de Neymar, mas o Corinthians empatou com Danilo, classificando-se assim para a final.
O clube chegou pela primeira vez a final de uma Libertadores e enfrentou como adversário o tradicional Boca Juniors, da Argentina. O primeiro jogo foi dia 27 de junho no estádio La Bombonera e terminou com o placar de 1–1. O Boca Juniors saiu na frente, mas o Corinthians empatou com um gol de Romarinho. A segunda partida foi realizada no dia 4 de julho no Pacaembu. O Corinthians ganhou o jogo por 2–0, com dois gols de Emerson Sheik, garantindo o título de campeão da Copa Libertadores da América pela primeira vez na história do clube e de maneira invicta.

Com o título, Tite tornou-se o único treinador brasileiro a ter conquistado os dois torneios mais importantes da América: a Copa Sul-Americana e a Libertadores. Foi eleito o melhor técnico da Copa Libertadores da América.

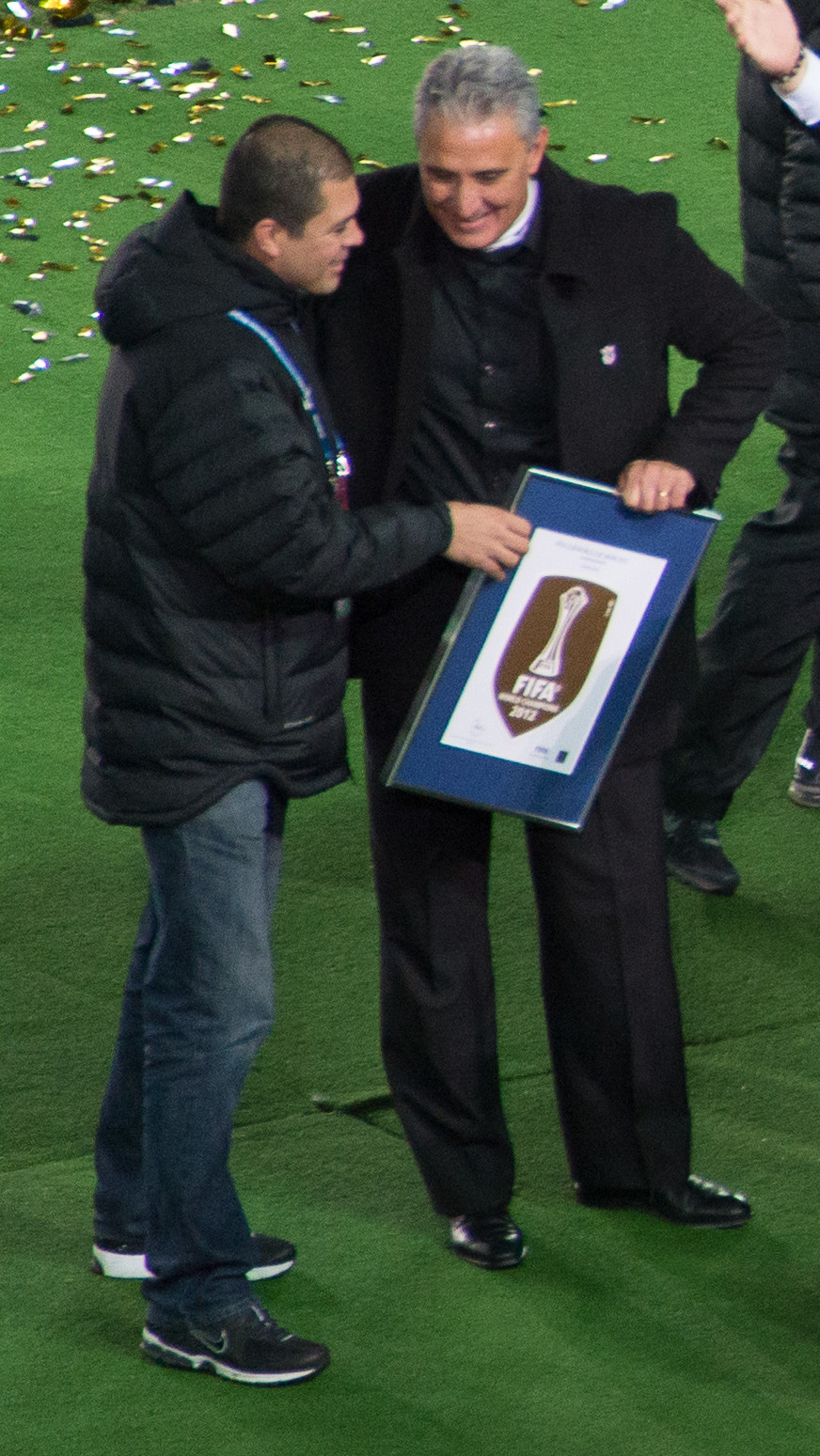
Corinthians comemora vitória no Mundial de Clubes da FIFA.

No mesmo período, Tite foi, pela primeira vez, fortemente cotado para assumir a Seleção Brasileira após a demissão do técnico Mano Menezes. Mas a CBF, no final, escolheu o técnico Felipão para a seleção.

#### Campeão mundial em 2012
No dia 16 de dezembro de 2012, Tite consagrou-se campeão mundial com o Corinthians após vencer por 1–0 o Chelsea no Japão. Em um jogo muito marcado, Tite se tornou o mais vitorioso entre 2011 e 2012 e o único da história do Corinthians a ganhar o torneio e a inédita Copa Libertadores da história do clube na mesma temporada.
Depois do título, já em 2013, Tite colocou o Corinthians, à exceção do Barcelona, tido pelo próprio como "acima dos demais", no nível dos grandes clubes europeus, crendo que seus comandados podem enfrentar de igual para igual, por exemplo, Bayern de Munique e Real Madrid. Na mesma entrevista, o treinador alvinegro negou ser o melhor de sua profissão no país, afirmando apenas fazer parte de um grupo de elite de técnicos brasileiros. Para Tite: "Quem tem de ver isso são vocês. Existem duas ou três gerações agora. É a do Felipe, do Parreira, do Muricy, do Vanderlei e a outra do Dorival, que é minha, que é do Mano Menezes. É injusto comparar. Tem grandes profissionais aí e eu estou dentro deles".

#### Duzentos jogos pelo Corinthians
Desde o final de 2010 no Corinthians, no dia 27 de janeiro de 2013, Tite completou 200 jogos como treinador do Corinthians, sendo um dos maiores treinadores da história corintiana, no jogo, onde o Corinthians venceu de 1–0 do Mirassol.

#### 2013
Em 20 de fevereiro, estreia corintiana na Libertadores, diante do San José, da Bolívia, partida que terminaria empatada por 1–1, uma tragédia se concretizou ainda durante o empate: a morte de Kevin Espada, um garoto de 14 anos, que, atingido por fogos de artifício, ainda tentou ser salvo pelas autoridades, mas não resistiu. Tite, após ser informado do incidente, ficou abalado e deu a seguinte declaração: “Futebol não tem preço. Nenhum silêncio... Esporte tem outro sentido. Me desculpem, sei que isso não vai tirar a dor de vocês nem da família. Estamos muito sentidos. Trocaria meu título mundial pela vida do menino. Eu trocaria”.
O Corinthians foi eliminado pelo Boca Juniors na Libertadores, em jogo marcado por muitas falhas da arbitragem. Porém, sagrou-se campeão paulista ao bater o Santos por 2–1 no Pacaembu, no jogo de ida, e 1–1 na Vila Belmiro, no jogo de volta. Ganhou a Recopa Sul-Americana sobre o rival São Paulo no Estádio do Morumbi por 2–1 e no Pacaembu por 2–0, nos dias 3 e 17 de julho, respectivamente.  Após a goleada de 4–0 sobre o Flamengo, Tite passou por mais um momento de instabilidade: sete partidas sem vencer no Campeonato Brasileiro, agravado com a goleada sofrida pela Portuguesa também por 4–0, amenizado com a vitória na 25ª rodada em cima do Bahia. No dia 14 de novembro, após não conseguir levar o Corinthians à Libertadores e ser eliminado da Copa do Brasil pelo Grêmio, Tite não teve o contrato renovado pela diretoria. Em sua última partida na segunda passagem pelo clube, foi derrotado por 1 a 0 para o Náutico na Arena Pernambuco pelo Campeonato Brasileiro.

### 2014: um ano sabático
Em 2014 manteve-se afastado da profissão, porém atento ao futebol e mais dedicado a família. Seu nome foi o preferido dos brasileiros para assumir a Seleção Brasileira após a Copa do Mundo de 2014, em pesquisa realizada entre 15 e 16 de julho pelo instituto Datafolha. Ele próprio aguardava o convite - que nunca veio, e surpreendeu-se com a escolha de Dunga: "Não sei o critério que foi feito", declarou.

### Terceira passagem pelo Corinthians

#### 2015
Ainda no final de 2014, em 15 de dezembro, Tite acertou seu retornou ao comando técnico do Corinthians e assinou por três anos, substituindo Mano Menezes. Para a temporada 2015, a equipe realizou contratações como Edílson, Edu Dracena, Vágner Love, Stiven Mendoza e Cristian. O treinador fez sua reestreia no dia 1 de fevereiro, em uma vitória por 3–0 sobre o Marília na Arena Corinthians, em jogo válido pelo Campeonato Paulista.
Após fazer a melhor campanha durante o Paulistão, foi eliminado na semifinal para o rival Palmeiras nos pênaltis após empate em 2–2 no dia 19 de abril, sendo a primeira eliminação que o Corinthians sofreu no seu estádio novo. Na Copa Libertadores foi o líder do chamado "grupo da morte", que contava com São Paulo, San Lorenzo e Danubio, e 4º colocado na classificação geral.
Foi eliminado pelo Guaraní nas oitavas de final, após perder por 0–2 no Paraguai e 0–1 na Arena Corinthians. Com a eliminação da Libertadores, o Corinthians se classificou para a Copa do Brasil, onde novamente foi eliminado em seu estádio, dessa vez para o Santos, com derrotas por 0–2 na Vila Belmiro e 1–2 na Arena Corinthians. Apesar dos insucessos em outras competições, levou a equipe ao título do Campeonato Brasileiro com três rodadas de antecedência e doze pontos de vantagem para o segundo colocado, o Atlético Mineiro. O título se consagrou no jogo contra o Vasco da Gama, em São Januário que terminou em 1–1.

#### 2016
No início da temporada, o clube realizou contratações como Fabián Balbuena, Marlone, Giovanni Augusto, Marquinhos Gabriel, Guilherme e Camacho. Tite levou a equipe até as semifinais do Campeonato Paulista, sendo derrotado pelo Audax nas penalidades. Também foi eliminado pelo Nacional nas oitavas de final da Libertadores.
No Campeonato Brasileiro comandou a equipe até a sétima rodada, quando esta foi derrotada pelo Palmeiras por 1 a 0 no Allianz Parque, resultado que deixou o clube na quarta posição na tabela. Em 15 de junho, o presidente do Corinthians, Roberto de Andrade, divulgou em entrevista coletiva que Tite não seria mais treinador do clube a partir de então devido a convite feito pela CBF para assumir o comando técnico da Seleção Brasileira, e manifestou seu inconformismo por não ter sido comunicado pela entidade deste convite.

### Seleção Brasileira
Após a eliminação da Seleção Brasileira ainda na primeira fase da Copa América Centenário, o treinador Dunga foi demitido em 14 de junho. No mesmo dia, à noite, Tite participou de reunião com dirigentes da Confederação Brasileira de Futebol para negociar sua contratação para o cargo. No dia 20 de junho, foi confirmada a sua contratação para ser o treinador da Seleção. Estreou pela Seleção Brasileira em uma vitória por 3 a 0 diante do Equador no Estádio Olímpico Atahualpa válido pelas Eliminatórias da Copa do Mundo FIFA de 2018. Fez uma campanha praticamente perfeita, tendo uma longa série de vitórias consecutivas, reerguendo a moral da Seleção, que vinha abalada pelas eliminações na Copa do Mundo de 2014 e a já citada Copa América Centenário. No dia 28 de março, após a Seleção Brasileira vencer o Paraguai por 3–0 na Arena Corinthians, classificou-se de forma antecipada para a Copa do Mundo de 2018, realizada na Rússia, e iniciaria a competição como uma das seleções teoricamente favoritas.
Apesar do fracasso da Seleção na Copa do Mundo de 2018, com a queda precoce nas quartas de final diante da Bélgica, no dia 25 de julho de 2018 a CBF confirmou a manutenção de Tite no comando da Seleção Brasileira para o novo ciclo de quatro anos, visando a Copa do Mundo de 2022 que será realizada no Catar.
Em 2019, após oscilar em alguns amistosos no início do ano e ter seu trabalho contestado, conquistou a Copa América disputada no Brasil. Na final, realizada no Maracanã, o Brasil venceu o Peru por 3–1.
Em fevereiro de 2022, Tite anunciou, em entrevista ao programa Redação SporTV, que deixaria a Seleção após a Copa do Mundo. Sua última partida pela Seleção foi no dia 9 de dezembro, no Estádio da Cidade da Educação, num empate por 1 a 1 diante da Croácia, que terminou com a eliminação do Brasil nos pênaltis. Após esse adeus nas quartas de final da Copa do Mundo, Tite anunciou sua saída da Seleção.

### Flamengo
Em 9 de outubro de 2023, após semanas de negociações, o Flamengo anunciou a contratação de Tite como seu treinador até o fim de 2024. No dia seguinte, em sua apresentação, recebeu das mãos do vice de futebol do clube, Marcos Braz, uma camisa personalizada com o número 12. O comandante em suas primeiras palavras declarou: "Precisamos ser melhor que os outros, esse é o nosso objetivo. Ser melhor que nós mesmos".
Sua estreia foi na 27ª rodada do Campeonato Brasileiro, na qual o seu clube venceu o Cruzeiro por 2–0, no Mineirão. Após uma sequência de vitórias com o clube rubro-negro, colocou de volta o clube carioca na disputa pelo título brasileiro. Chegou na última rodada do campeonato com chances matemáticas de título, entretanto após a derrota por 1 a 0 para o São Paulo no Morumbi, acabou apenas na quarta colocação.
Iniciou a pré-temporada de 2024 jogando alguns jogos amistosos nos Estados Unidos contra o Orlando City (empate por 1-1) e o Philadelphia Union (vitória de 0-2). No campeonato carioca, a equipe comandada por Tite conseguiu o feito recorde de não tomar nenhum gol durante toda a competição, visto que o único gol foi tomado quando a equipe sub-20 estava em campo enquanto a principal estava nos Estados Unidos. O Flamengo de Tite sagrou-se campeão carioca em cima do Nova Iguaçu, sensação do estadual que havia eliminado o Vasco na semifinal, conquistando assim seu 38° título estadual, além da Taça Guanabara, assegurada por conta da campanha da equipe na primeira fase.
Eliminação da Libertadores 2024
A campanha do Flamengo na Libertadores 2024 foi marcada por muita irregularidade. O time, que enfrentava grande pressão, não conseguiu manter boas atuações, especialmente fora de casa. Durante a fase de grupos, o Flamengo teve dificuldades e chegou a ocupar a terceira posição em sua chave, correndo o risco de eliminação. Mesmo com uma recuperação que garantiu o segundo lugar no grupo, os problemas persistiram nas fases seguintes. O Flamengo acabou eliminado nas quartas de final, após um empate sem gols contra o Peñarol, no Uruguai, não conseguindo reverter a derrota sofrida no Maracanã. A equipe, comandada por Tite, terminou a competição sem vencer uma partida como visitante, algo que foi bastante criticado tanto pela torcida quanto pela mídia;
Em 30 de setembro de 2024, o Flamengo anunciou a saída do treinador. Com muitos altos e baixos, o técnico comandou a equipe em 70 jogos, sendo 41 vitórias, 13 empates e 16 derrotas, além de ter conquistado um Campeonato Carioca de maneira invicta. Mesmo após sua demissão, recebeu parte do mérito do título da Copa do Brasil do mesmo ano, por levar o clube às semifinais da competição.

## Controvérsias
O Brasil conquistou a inédita medalha de ouro nos Jogos Olímpicos de Verão de 2016 treinado por Rogério Micale, que após a conquista acusou Tite de "surfar na onda do título": "Me senti desrespeitado depois da Olimpíada. O Tite não foi contundente em algumas das entrevistas dele afirmando categoricamente que não teve participação. Fiquei um pouco frustrado. (..) Jogaram o mérito da conquista no colo dele e ele absorveu isso. Fiquei chateado na época. Ele não deixou claro que não teve participação nenhuma no processo. E não teve. Nada! Se algum repórter que soltou isso fosse sério e quisesse ouvir a verdade era só perguntar aos jogadores."
Em 15 de março de 2023, Tite apresentou uma queixa-crime na Justiça contra Neto por injúria, em seu programa na Band em 9 de dezembro de 2022, logo após a eliminação do Brasil para a Croácia nas quartas de final da Copa do Catar. Neto ofendeu Tite de "filho de uma p..., desgraçado, sem-vergonha, burro, idiota, imbecil e vagabundo". Na queixa-crime, os representantes de Tite pedem que Neto seja sancionado nos artigos 140 e 141 do código penal. A ação foi aberta no Fórum Regional de Pinheiros, em São Paulo. Após a queixa, Neto disse que Tite tinha razão em abrir o processo, e pediu desculpas.
Em março de 2022, Tite foi processado pela imobiliária Ativa Imobiliária LTDA. pela compra de uma cobertura, na Barra da Tijuca, zona oeste do Rio de Janeiro sob a alegação de dar dado "calote na comissão" dos corretores. Segundo o Uol, o corretor Marcos Rocha alegou que foi responsável por auxiliar a família do técnico na compra do imóvel. "Ele teria oferecido o imóvel no valor de R$ 12 milhões, para a esposa do comandante da Seleção Brasileira, que demostrou interesse e inclusive solicitou mais fotos do empreendimento. Contudo, Tite e a sua esposa Rose disseram ao corretor que não seria possível dar prosseguimento, naquele momento, no negócio, mas que entrariam em contato futuramente. Três meses depois, Rocha descobriu através de um vizinho que foi driblado pelo técnico da Seleção Brasileira, que não só comprou o imóvel pelo valor de R$ 10,335 milhões (o preço da cobertura estava em R$ 12 milhões), mas que Tite e família estavam se mudando para a cobertura". A imobiliária alegou que o treinador teria adotado “conduta de má-fé”, ao ser informado da existência do imóvel, negar sua compra à imobiliária e negociar a aquisição diretamente com o proprietário.

## Jogos pela Seleção Brasileira
Legenda:      Vitórias —      Empates —      Derrotas
|      | Data           | Competição                             | Local                | Placar      | Adversário       | Ref.    |      |
| 2016 | 2016           | 2016                                   | 2016                 | 2016        | 2016             | 2016    | 2016 |
| ---- | -------------- | -------------------------------------- | -------------------- | ----------- | ---------------- | ------- | ---- |
| 1    | 1 de setembro  | Eliminatórias da Copa do Mundo de 2018 | Quito                | 3 – 0       | Equador          | [ 107 ] |      |
| 2    | 6 de setembro  | Eliminatórias da Copa do Mundo de 2018 | Manaus               | 2 – 1       | Colômbia         | [ 107 ] |      |
| 3    | 6 de outubro   | Eliminatórias da Copa do Mundo de 2018 | Natal                | 5 – 0       | Bolívia          | [ 107 ] |      |
| 4    | 11 de outubro  | Eliminatórias da Copa do Mundo de 2018 | Mérida               | 2 – 0       | Venezuela        | [ 107 ] |      |
| 5    | 10 de novembro | Eliminatórias da Copa do Mundo de 2018 | Belo Horizonte       | 3 – 0       | Argentina        | [ 107 ] |      |
| 6    | 15 de novembro | Eliminatórias da Copa do Mundo de 2018 | Lima                 | 2 – 0       | Peru             | [ 107 ] |      |
| 2017 |                |                                        |                      |             |                  |         |      |
| 7    | 25 de janeiro  | Amistoso                               | Rio de Janeiro       | 1 – 0       | Colômbia         | [ 108 ] |      |
| 8    | 23 de março    | Eliminatórias da Copa do Mundo de 2018 | Montevidéu           | 4 – 1       | Uruguai          | [ 107 ] |      |
| 9    | 28 de março    | Eliminatórias da Copa do Mundo de 2018 | São Paulo            | 3 – 0       | Paraguai         | [ 107 ] |      |
| 10   | 9 de junho     | Amistoso                               | Melbourne            | 0 – 1       | Argentina        | [ 109 ] |      |
| 11   | 13 de junho    | Amistoso                               | Melbourne            | 4 – 0       | Austrália        | [ 109 ] |      |
| 12   | 31 de agosto   | Eliminatórias da Copa do Mundo de 2018 | Porto Alegre         | 2 – 0       | Equador          | [ 107 ] |      |
| 13   | 5 de setembro  | Eliminatórias da Copa do Mundo de 2018 | Barranquilla         | 1 – 1       | Colômbia         | [ 107 ] |      |
| 14   | 5 de outubro   | Eliminatórias da Copa do Mundo de 2018 | La Paz               | 0 – 0       | Bolívia          | [ 107 ] |      |
| 15   | 10 de outubro  | Eliminatórias da Copa do Mundo de 2018 | São Paulo            | 3 – 0       | Chile            | [ 107 ] |      |
| 16   | 10 de novembro | Amistoso                               | Lille                | 3 – 1       | Japão            | [ 110 ] |      |
| 17   | 14 de novembro | Amistoso                               | Londres              | 0 – 0       | Inglaterra       | [ 110 ] |      |
| 2018 |                |                                        |                      |             |                  |         |      |
| 18   | 23 de março    | Amistoso                               | Moscou               | 3 – 0       | Rússia           | [ 110 ] |      |
| 19   | 27 de março    | Amistoso                               | Berlim               | 1 – 0       | Alemanha         | [ 110 ] |      |
| 20   | 3 de junho     | Amistoso                               | Liverpool            | 2 – 0       | Croácia          | [ 111 ] |      |
| 21   | 10 de junho    | Amistoso                               | Viena                | 3 – 0       | Áustria          | [ 112 ] |      |
| 22   | 17 de junho    | Copa do Mundo de 2018                  | Rostov do Don        | 1 – 1       | Suíça            | [ 113 ] |      |
| 23   | 22 de junho    | Copa do Mundo de 2018                  | São Petersburgo      | 2 – 0       | Costa Rica       | [ 113 ] |      |
| 24   | 27 de junho    | Copa do Mundo de 2018                  | Moscou               | 2 – 0       | Sérvia           | [ 113 ] |      |
| 25   | 2 de julho     | Copa do Mundo de 2018                  | Samara               | 2 – 0       | México           | [ 114 ] |      |
| 26   | 6 de julho     | Copa do Mundo de 2018                  | Cazã                 | 1 – 2       | Bélgica          | [ 115 ] |      |
| 27   | 7 de setembro  | Amistoso                               | East Rutherford      | 2 – 0       | Estados Unidos   | [ 116 ] |      |
| 28   | 11 de setembro | Amistoso                               | Washington, D.C.     | 5 – 0       | El Salvador      | [ 116 ] |      |
| 29   | 12 de outubro  | Amistoso                               | Riade                | 2 – 0       | Arábia Saudita   | [ 117 ] |      |
| 30   | 16 de outubro  | Amistoso                               | Jeddah               | 1 – 0       | Argentina        | [ 117 ] |      |
| 31   | 16 de novembro | Amistoso                               | Londres              | 1 – 0       | Uruguai          | [ 118 ] |      |
| 32   | 20 de novembro | Amistoso                               | Milton Keynes        | 1 – 0       | Camarões         | [ 118 ] |      |
| 2019 |                |                                        |                      |             |                  |         |      |
| 33   | 23 de março    | Amistoso                               | Porto                | 1 – 1       | Panamá           | [ 119 ] |      |
| 34   | 26 de março    | Amistoso                               | Praga                | 3 – 1       | República Tcheca | [ 120 ] |      |
| 35   | 05 de junho    | Amistoso                               | Brasília             | 2 – 0       | Catar            | [ 121 ] |      |
| 36   | 09 de junho    | Amistoso                               | Porto Alegre         | 7 – 0       | Honduras         | [ 122 ] |      |
| 37   | 14 de junho    | Copa América de 2019                   | São Paulo            | 3 – 0       | Bolívia          | [ 123 ] |      |
| 38   | 18 de junho    | Copa América de 2019                   | Salvador             | 0 – 0       | Venezuela        | [ 123 ] |      |
| 39   | 22 de junho    | Copa América de 2019                   | São Paulo            | 5 – 0       | Peru             | [ 123 ] |      |
| 40   | 27 de junho    | Copa América de 2019                   | Porto Alegre         | 0 – 0 (4-3) | Paraguai         | [ 124 ] |      |
| 41   | 02 de julho    | Copa América de 2019                   | Belo Horizonte       | 2 – 0       | Argentina        | [ 125 ] |      |
| 42   | 07 de julho    | Copa América de 2019                   | Rio de Janeiro       | 3 – 1       | Peru             | [ 126 ] |      |
| 43   | 06 de setembro | Amistoso                               | Miami                | 2 – 2       | Colômbia         | [ 127 ] |      |
| 44   | 10 de setembro | Amistoso                               | Los Angeles          | 0 – 1       | Peru             | [ 128 ] |      |
| 45   | 10 de outubro  | Amistoso                               | Kallang              | 1 – 1       | Senegal          | [ 129 ] |      |
| 46   | 13 de outubro  | Amistoso                               | Kallang              | 1 – 1       | Nigéria          | [ 130 ] |      |
| 47   | 15 de novembro | Amistoso                               | Riade                | 0 – 1       | Argentina        | [ 131 ] |      |
| 48   | 19 de novembro | Amistoso                               | Abu Dhabi            | 3 – 0       | Coréia do Sul    | [ 132 ] |      |
| 2020 |                |                                        |                      |             |                  |         |      |
| 49   | 9 de outubro   | Eliminatórias da Copa do Mundo de 2022 | São Paulo            | 5 – 0       | Bolívia          | [ 133 ] |      |
| 50   | 13 de outubro  | Eliminatórias da Copa do Mundo de 2022 | Lima                 | 4 – 2       | Peru             | [ 134 ] |      |
| 51   | 13 de novembro | Eliminatórias da Copa do Mundo de 2022 | São Paulo            | 1 – 0       | Venezuela        | [ 135 ] |      |
| 52   | 17 de novembro | Eliminatórias da Copa do Mundo de 2022 | Montevidéu           | 2 – 0       | Uruguai          | [ 136 ] |      |
| 2021 |                |                                        |                      |             |                  |         |      |
| 53   | 4 de junho     | Eliminatórias da Copa do Mundo de 2022 | Porto Alegre         | 2 – 0       | Equador          | [ 137 ] |      |
| 54   | 8 de junho     | Eliminatórias da Copa do Mundo de 2022 | Assunção             | 2 – 0       | Paraguai         | [ 138 ] |      |
| 55   | 13 de junho    | Copa América de 2021                   | Brasília             | 3 – 0       | Venezuela        | [ 139 ] |      |
| 56   | 17 de junho    | Copa América de 2021                   | Rio de Janeiro       | 4 – 0       | Peru             | [ 140 ] |      |
| 57   | 23 de junho    | Copa América de 2021                   | Rio de Janeiro       | 2 – 1       | Colômbia         | [ 141 ] |      |
| 58   | 27 de junho    | Copa América de 2021                   | Goiânia              | 1 – 1       | Equador          | [ 142 ] |      |
| 59   | 2 de julho     | Copa América de 2021                   | Rio de Janeiro       | 1 – 0       | Chile            | [ 143 ] |      |
| 60   | 5 de julho     | Copa América de 2021                   | Rio de Janeiro       | 1 – 0       | Peru             | [ 144 ] |      |
| 61   | 10 de julho    | Copa América de 2021                   | Rio de Janeiro       | 0 – 1       | Argentina        | [ 145 ] |      |
| 62   | 2 de setembro  | Eliminatórias da Copa do Mundo de 2022 | Santiago             | 1 – 0       | Chile            | [ 146 ] |      |
| 63   | 9 de setembro  | Eliminatórias da Copa do Mundo de 2022 | São Lourenço da Mata | 2 – 0       | Peru             | [ 147 ] |      |
| 64   | 7 de outubro   | Eliminatórias da Copa do Mundo de 2022 | Caracas              | 3 – 1       | Venezuela        | [ 148 ] |      |
| 65   | 10 de outubro  | Eliminatórias da Copa do Mundo de 2022 | Barranquilla         | 0 – 0       | Colômbia         | [ 149 ] |      |
| 66   | 14 de outubro  | Eliminatórias da Copa do Mundo de 2022 | Manaus               | 4 – 1       | Uruguai          | [ 150 ] |      |
| 67   | 11 de novembro | Eliminatórias da Copa do Mundo de 2022 | São Paulo            | 1 – 0       | Colômbia         | [ 151 ] |      |
| 68   | 16 de novembro | Eliminatórias da Copa do Mundo de 2022 | San Juan             | 0 – 0       | Argentina        | [ 152 ] |      |
| 2022 |                |                                        |                      |             |                  |         |      |
| 69   | 27 de janeiro  | Eliminatórias da Copa do Mundo de 2022 | Quito                | 1 – 1       | Equador          | [ 153 ] |      |
| 70   | 1 de fevereiro | Eliminatórias da Copa do Mundo de 2022 | Belo Horizonte       | 4 – 0       | Paraguai         | [ 154 ] |      |
| 71   | 24 de março    | Eliminatórias da Copa do Mundo de 2022 | Rio de Janeiro       | 4 – 0       | Chile            | [ 155 ] |      |
| 72   | 29 de março    | Eliminatórias da Copa do Mundo de 2022 | La Paz               | 4 – 0       | Bolívia          | [ 156 ] |      |
| 73   | 2 de junho     | Amistoso                               | Seul                 | 5 – 1       | Coréia do Sul    | [ 157 ] |      |
| 74   | 6 de junho     | Amistoso                               | Tóquio               | 1 – 0       | Japão            | [ 158 ] |      |
| 75   | 23 de setembro | Amistoso                               | Le Havre             | 3 – 0       | Gana             | [ 159 ] |      |
| 76   | 27 de setembro | Amistoso                               | Paris                | 5 – 1       | Tunísia          | [ 160 ] |      |
| 77   | 24 de novembro | Copa do Mundo de 2022                  | Lusail               | 2 – 0       | Sérvia           | [ 161 ] |      |
| 78   | 28 de novembro | Copa do Mundo de 2022                  | Doha                 | 1 – 0       | Suíça            | [ 162 ] |      |
| 79   | 2 de dezembro  | Copa do Mundo de 2022                  | Lusail               | 0 – 1       | Camarões         | [ 163 ] |      |
| 80   | 5 de dezembro  | Copa do Mundo de 2022                  | Doha                 | 4 – 1       | Coreia do Sul    | [ 164 ] |      |
| 81   | 9 de dezembro  | Copa do Mundo de 2022                  | Al Rayyan            | 1 – 1 (2-4) | Croácia          | [ 165 ] |      |

## Estatísticas
Atualizadas até 30 de setembro de 2024.
| Clube                | Jogos | Vitórias | Empates | Derrotas | Aproveitamento | Gols sofridos | Ref     |
| -------------------- | ----- | -------- | ------- | -------- | -------------- | ------------- | ------- |
| Guarany de Garibaldi | 14    | 7        | 6       | 1        | 64.29%         | 12            |         |
| Veranópolis          | 135   | 50       | 45      | 40       | 48.15%         | 128           |         |
| Ypiranga             | 11    | 3        | 5       | 3        | 42.42%         | 9             |         |
| Juventude            | 24    | 12       | 5       | 7        | 56.94%         | 25            |         |
| Caxias               | 126   | 56       | 39      | 31       | 54.76%         | 144           |         |
| Grêmio               | 173   | 85       | 44      | 44       | 57.61%         | 98            | [ 166 ] |
| São Caetano          | 34    | 14       | 10      | 10       | 50.98%         | 40            | [ 167 ] |
| Atlético Mineiro     | 21    | 4        | 6       | 11       | 28.57%         | 38            | [ 168 ] |
| Palmeiras            | 20    | 8        | 5       | 7        | 48.33%         | 23            | [ 169 ] |
| Al Ain               | 25    | 13       | 6       | 6        | 60%            | 19            | [ 170 ] |
| Internacional        | 109   | 58       | 24      | 27       | 60.55%         | 97            | [ 171 ] |
| Al-Wahda             | 5     | 2        | 2       | 1        | 53.33%         | 3             | [ 172 ] |
| Corinthians          | 378   | 196      | 110     | 72       | 61.55%         | 291           | [ 173 ] |
| Seleção Brasileira   | 81    | 60       | 15      | 6        | 80.25%         | 30            | [ 174 ] |
| Flamengo             | 70    | 41       | 13      | 16       | 64,64%         | 49            |         |

## Títulos como jogador
Caxias do Sul
- Campeonato do Interior Gaúcho: 1977 e 1978

Esportivo
- Campeonato do Interior Gaúcho: 1982
- Copa ACEG: 1983

## Títulos como treinador
Veranópolis
- Campeonato Gaúcho - Série A2: 1993

Caxias do Sul
- Campeonato Gaúcho: 2000

Grêmio
- Campeonato Gaúcho: 2001
- Copa do Brasil: 2001

Internacional
- Copa Sul-Americana: 2008
- Campeonato Gaúcho: 2009
- Copa Suruga Bank: 2009

Corinthians
- Campeonato Brasileiro: 2011 e 2015
- Copa Libertadores da América: 2012
- Copa do Mundo de Clubes da FIFA: 2012
- Campeonato Paulista: 2013
- Recopa Sul-Americana: 2013

Flamengo
- Taça Guanabara: 2024
- Campeonato Carioca: 2024

Seleção Brasileira
- Copa América: 2019
- Superclássico das Américas: 2018

### Prêmios individuais
- Melhor treinador da Copa Libertadores da América: 2012[175]
- Melhor Treinador do Campeonato Brasileiro: 2015[176]
- Prêmio Faz Diferença O Globo - Esportes: 2015[177]
- Treinador Sul-Americano do Ano: 2017[178]

### Recordes e marcas
- Primeiro treinador a ser campeão da Copa América (2019), da Copa Libertadores da América (2012) e da Copa Sul-Americana (2008)[4]